# Royal Oak (metrostation)
Royal Oak is een station van de metro van Londen aan de Hammersmith & City Line en de Circle Line. Het metrostation, dat in 1871 is geopend, ligt in de wijk Westbourne Green.

## Geschiedenis

### Trein en metro
In juni 1838 werd de hoofdlijn van de Great Western Railway (GWR) geopend met West Drayton als eerste station ten westen van Londen op 21,28 km van Paddington. In de loop der tijd kwamen er tussen Paddington en West Drayton meer stations bij. Station Ealing Broadway op 9,21 km van Paddington werd geopend in december 1838 en station Acton Main Line op 6,82 km volgde in 1868.
Ondertussen was de Hammersmith and City Railway, de latere Hammersmith & City Line, op 13 juni 1864 door GWR geopend tussen Green Lane Junction, bij Westbourne Park, en Hammersmith als aftakking van de hoofdlijn. Het eerste station aan deze zijlijn was Ladbroke Grove op 2,84 km van Paddington. In 1866 kwam er ook een metrostation bij Westbourne Park op 2,05 km van Paddington. 
De GWR en de Metropolitan Railway (MR), die sinds 1867 mede-eigenaar was van Hammersmith & City, sloten op 1 juli 1868 een overeenkomst die een jaar later in werking trad. 
In het kader van de overeenkomst werd de zijlijn naar Hammersmith aan de metro gekoppeld. Hiervoor werd Westbourne Park aangepast en onderweg kwam een metrostation bij Royal Oak dat op 30 oktober 1871 werd geopend op 1,07 km ten westen van Paddington. De perrons kwamen tussen de Ranelagh Bridge en Lord Hills Bridge aan de noordkant van de hoofdlijn. Het stationsgebouw kwam boven de sporen langs de Lord Hills Bridge aan de westkant van de perrons. Royal Oak kreeg drie sporen met een zijperron voor de treinen staduitwaarts en een eilandperron voor de treinen stadinwaarts. Het werd bediend door zowel de hoofdlijn als de Hammersmith & City-treinen, en gedurende ruim zestig jaar was dit de eerste halte van Paddington voor treinen op de hoofdlijn, voor de metro bleef het de eerste stop voor Hammersmith & City-diensten vanuit Paddington.
In 1878 werd de Great Western Main Line (GWML) omgebouwd van dubbelspoor naar viersporigheid waardoor een ongelijkvloerse kruising met de metro nodig werd. Deze zogeheten subwaytunnel ligt  tussen Royal Oak en Westbourne Park. Deze werd op 12 mei 1878 in gebruik genomen en betekende een scheiding van trein en metroverkeer. Het gevolg van de verbouwing was dat de sporen bij Royal Oak werden verschoven en alleen het eilandperron overbleef. Het perron langs de hoofdlijn richting staduitwaarts werd afgebroken en vervangen door een nieuw stadinwaarts spoor. Het zuidelijke spoor langs het eilandperron wordt sindsdien gebruikt door treinen en metro's naar het westen. 
Op 1 oktober 1934 werden de treindiensten bij Royal Oak gestaakt en bleef alleen de metro op  Hammersmith & City Line het station aandoen. De eigendom van het station werd pas op 1 januari 1970 overgedragen aan London Transport. De eerste GWML-halte ten westen van Paddington is nu Acton Main Line. 

### Depot Ranelagh Bridge
Er was sinds 1855 een locomotiefdepot in Westbourne Park, dat in 1906 werd vervangen door een depot bij Old Oak Common. Om te voorkomen dat locomotieven heen- en terug 9,7 km moesten afleggen alleen om gereed gemaakt te worden voor een nieuwe rit werden ten zuiden van de hoofdlijn, direct tegenover Royal Oak, een bekolingsinstallatie, watertoren en draaischijf gebouwd met opstelsporen voor ongeveer 15 locomotieven. Het zogeheten depot Ranelagh Bridge werd geopend in 1907. De draaischijf werd in april 1964 verwijderd en het depot werden aangepast voor diesellocomotieven, het depot sloot in 1980.

### Busstation
Eind 2018 kwamen buurtbewoners er achter dat werd overwogen om bij Royal Oak een busstation te bouwen als vervanger van Victoria Coach Station. Het zou gebouwd worden op het terrein ten noorden van het station dat tijdens de aanleg van Crossrail was gebruikt voor grondbehandelingsmachines. Het plan voor het busstation stuitte op grote tegenstand van de belangrijkste politieke partijen in Westminster, gezien de beperkte capaciteit van het metrostation Royal Oak en andere lokale vervoersverbindingen en dat het in een woonwijk ligt. Transport of London maakte geen details openbaar, maar tegenstanders van het plan beweerden dat Royal Oak de voorkeurslocatie was. Het plan zou een terrein van 10.000 m2 beslaan dat zich uitstrekt van Lord's Hill Bridge (Royal Oak) tot Westbourne Terrace. Ze beweerden ook dat een verkeersbrug over het gebied zou worden gesloopt, en in brieven aan buurtbewoners dat het metrostation tijdens de bouw voor langere tijd gesloten zou moeten zijn, aangezien het plan voor het busstation ook een rolstoeltoegankelijk perron zou omvatten. Op 13 maart 2019 verklaarde de burgemeester van Londen aan lokale groepen dat het gebruik van het terrein was overwogen, maar dat het op deze locatie geen levensvatbaar project zou zijn en TfL de plannen voor het busstation introk. De burgemeester heeft vervolgens de London Assembly verteld dat het stuk grond in plaats daarvan kan worden gebruikt voor andere doeleinden, zoals duurzame huisvesting en verbetering van de toegankelijkheid van het station.

## Ligging en inrichting
Het stationsgebouw bevindt zich op Lord Hill's Bridge en in Travelcard Zone 2. In het algemeen is het een rustig station behalve tijdens het Notting Hill Carnival als het zeer druk is door bezoekers aan het carnaval. Het perron is niet rolstoeltoegankelijk. In het investeringsprogramma "Fit for the Future" van Transport for London is het ingedeeld als lokaal station. Vlak ten noorden van het station ligt het viaduct met de Westway (A40). Het station is genoemd naar een nabijgelegen café, "The Royal Oak", de latere "The Railway Tap" en vervolgens "The Porchester". Vanaf de jaren 50 tot 1986 was er een kleine krantenkiosk naast het loket. Deze moest plaats maken voor kaartautomaten die nodig waren voor het Underground Ticketing System (UTS). Aan de westkant van de Lord Hill's Bridge ligt de westelijke tunnelmond van de Crossrailtunnel onder de binnenstad, de Elizabeth Line heeft echter geen perrons bij Royal Oak.

## Cultuur
- Het station verschijnt in de film Kidulthood uit 2006.
- Lord Hills Bridge wordt genoemd in het nummer "Nature Springs" op het album The Good, the Bad & the Queen.
- Royal Oak wordt genoemd in Peter Ackroyd's roman Chatterton uit 1987 (Deel I, Hoofdstuk 4)

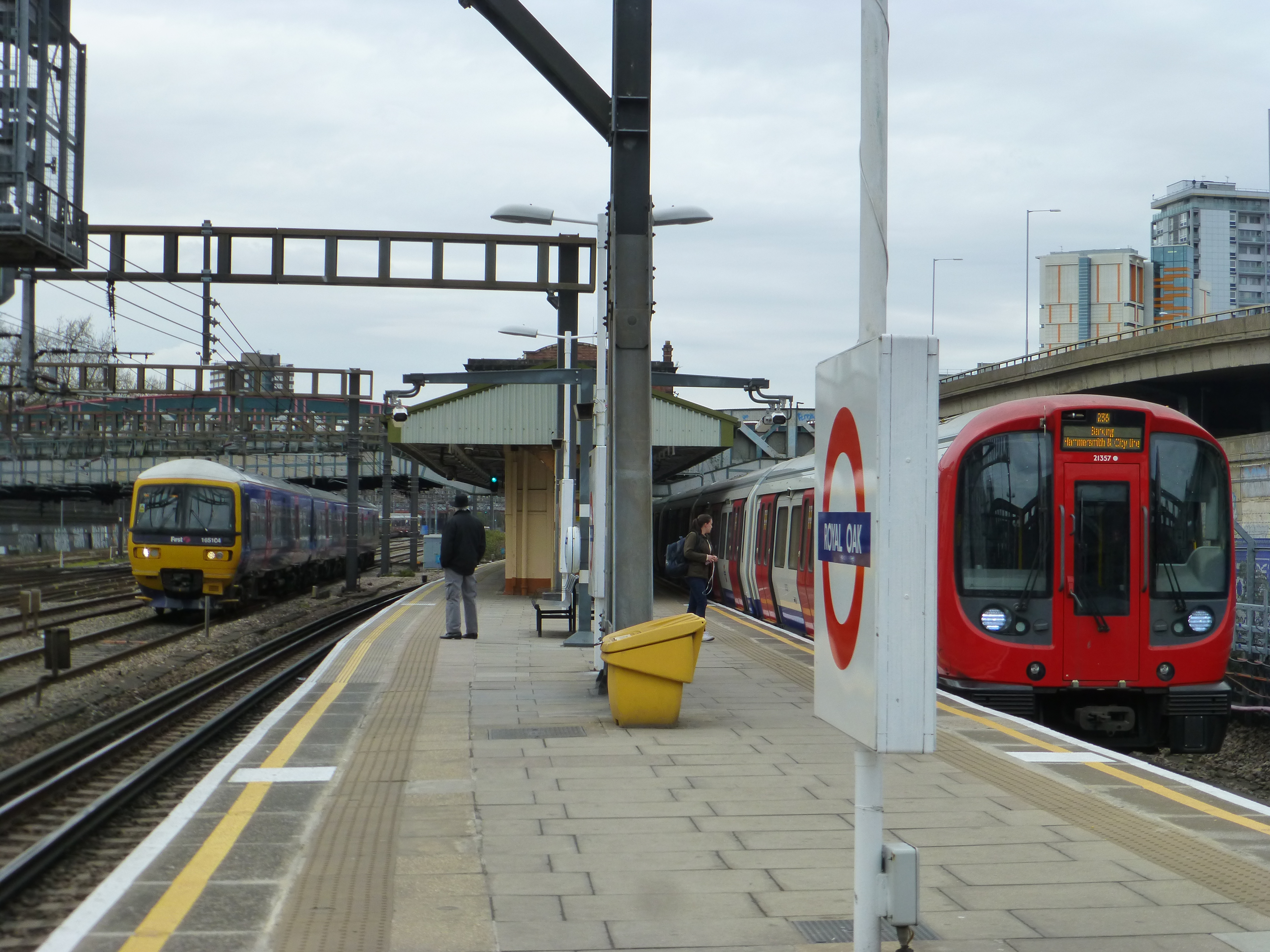
Zicht uit het oosten, v.l.n.r. De hoofdlijn, Het metrostation en de Westway.
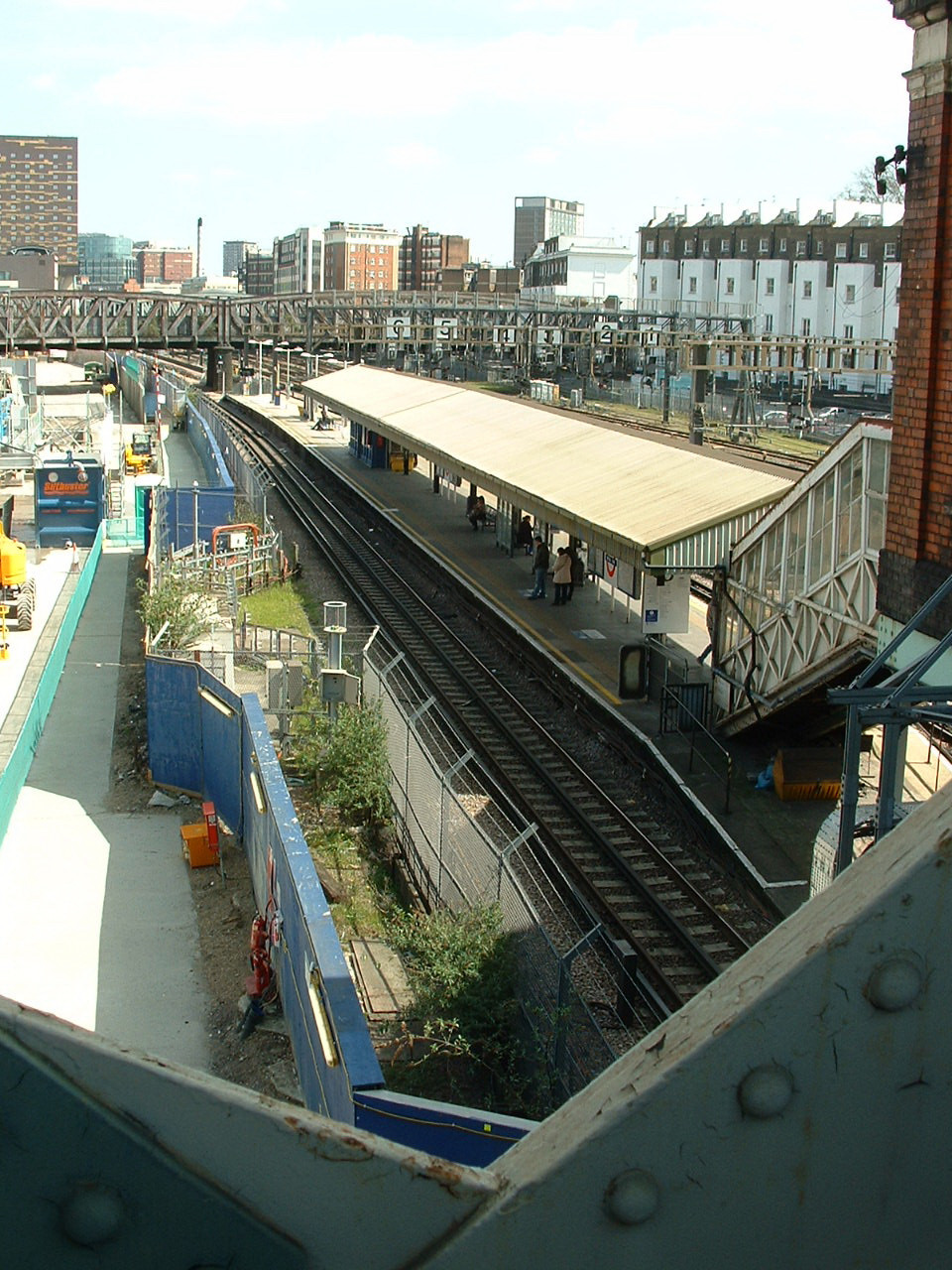
Het perron gezien vanaf de Lord Hill's Bridge.
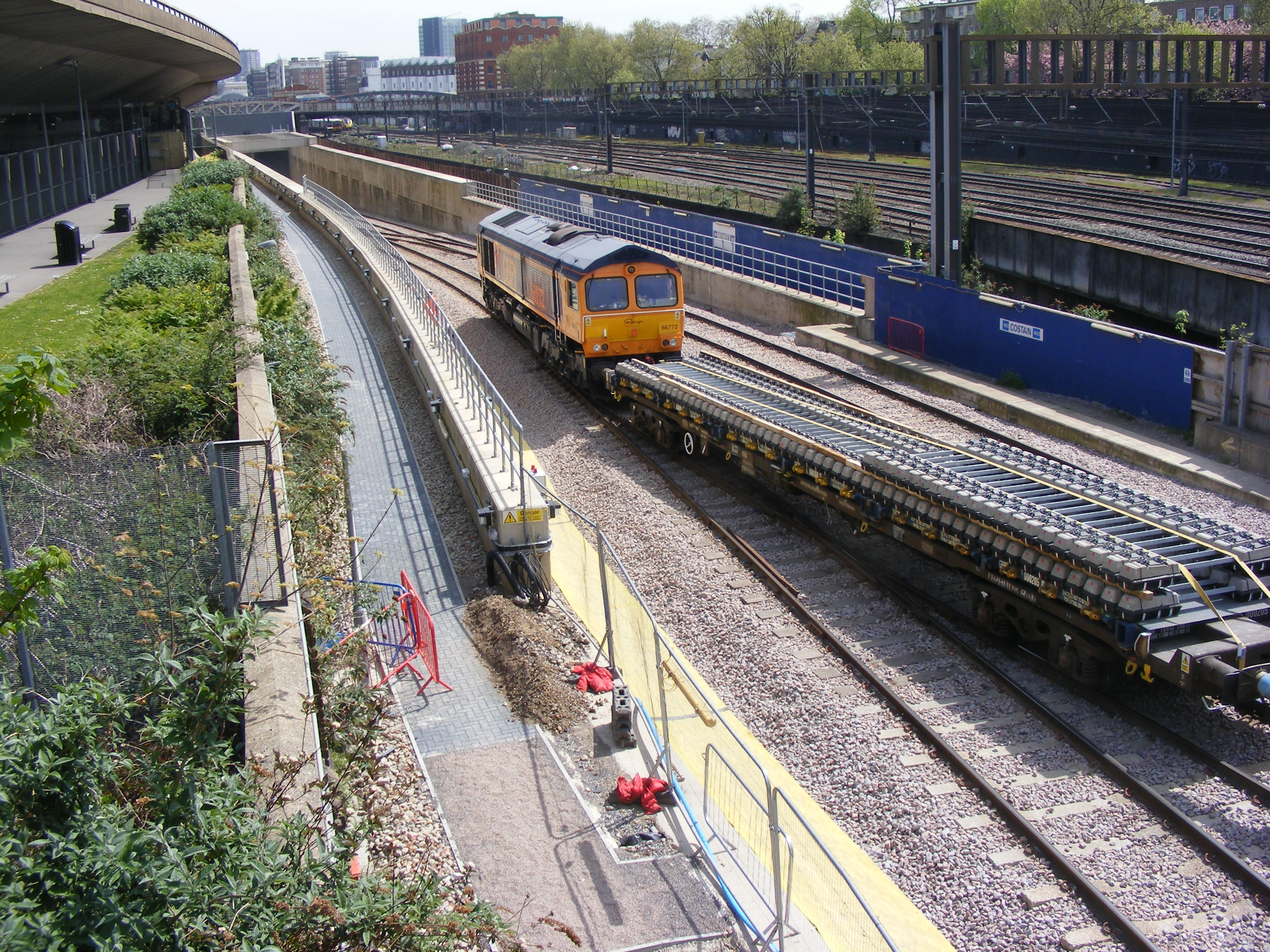
De westelijke inrit van de Crossrail tunnel onder de binnenstad.

Hammersmith · 
Goldhawk Road · 
Shepherd's Bush Market ·
Wood Lane · 
Latimer Road · 
Ladbroke Grove · 
Westbourne Park · 
Royal Oak · 
Paddington · 
Edgware Road · 
Baker Street · 
Great Portland Street · 
Euston Square · 
King's Cross St. Pancras · 
Farringdon · 
Barbican · 
Moorgate · 
Liverpool Street · 
Aldgate East · 
Whitechapel · 
Stepney Green · 
Mile End · 
Bow Road · 
Bromley-by-Bow · 
West Ham · 
Plaistow · 
Upton Park · 
East Ham · 
Barking
Hammersmith · 
Goldhawk Road · 
Shepherd's Bush Market · 
Wood Lane · 
Latimer Road · 
Ladbroke Grove · 
Westbourne Park · 
Royal Oak · 
Paddington · 
Edgware Road · 
Baker Street · 
Great Portland Street · 
Euston Square · 
King's Cross St. Pancras · 
Farringdon · 
Barbican · 
Moorgate · 
Liverpool Street · 
Aldgate · 
Tower Hill · 
Monument · 
Cannon Street · 
Mansion House · 
Blackfriars · 
Temple · 
Embankment · 
Westminster · 
St. James's Park · 
Victoria · 
Sloane Square · 
South Kensington · 
Gloucester Road · 
High Street Kensington · 
Notting Hill Gate · 
Bayswater · 
Paddington · 
Edgware Road